# Michał Karaszewicz-Tokarzewski
Michał Tadeusz Karaszewicz-Tokarzewski, armoiries Trąby, né le 5 janvier 1893 à Lwów et mort le 22 mai 1964 à Casablanca, est un général de l'Armée polonaise et fondateur du Service pour la victoire de la Pologne (Służba Zwycięstwu Polski), la première organisation de la Résistance polonaise dans la Pologne occupée par l'Allemagne nazie et l'Union soviétique.

## Biographie

### Engagement patriotique
Michał Tadeusz Karaszewicz-Tokarzewski est le fils de Bolesław Tokarzewski et Helena née Lerch de Lerchensfeld. Il termine ses études secondaires à la realshule de Drohobycz fréquentée également par le futur poète Kazimierz Wierzyński et le futur général surnommé invencible Stanisław Maczek. Leur amitié qui se noue à cette époque survivra jusqu'à l'exil après la Seconde Guerre mondiale. 
En 1910, il adhère au Parti socialiste polonais fraction Révolution (PPS-FR). Au printemps 1911, Tokarzewski réussit ses examens de baccalauréat. Le 19 juin de la même année, il participe à des manifestations de rue provoquées par des abus flagrants commis lors des élections législatives au parlement de Vienne. L'intervention de la police autrichienne se solde par de nombreux tués et blessés. Parmi ces derniers se trouve Tokarzewski, gravement blessé d'un coup de baïonnette à la poitrine, à quelques millimètres sous le cœur. Il survit grâce à une opération chirurgicale immédiate dans un hôpital local. 
Après sa convalescence, à l'été 1911, il part pour Lwów où il rencontre Józef Piłsudski et, à son instigation, rejoint le groupe des irrédentistes polonais. Le 1er septembre 1911, il adhère à l'Union de la lutte active (Związek Walki Czynnej ou ZWC) et à l'Association du tir (Związek Strzelecki), des organisations paramilitaires polonaise clandestines qui préparent l'insurrection. Il est nommé commandant de l'Association du tir de Drohobycz. C'est à cette époque qu'il commence à utiliser le pseudonyme "Karasiewicz", qui avec le temps sous une forme légèrement modifiée devient la deuxième partie de son nom de famille. 
Cependant, un mois plus tard, le 1er octobre 1911 il est appelé à s'acquitter du service obligatoire dans l'armée autrichienne. Un an après, il obtient un diplôme d'officier et le 1er octobre 1912. En 1913 il entreprend des études à la faculté de droit et de sciences politiques à l'université de Lwów, mais après deux semestres, il change pour la faculté de médecine à l'université Jagellonne où il a juste le temps de terminer deux semestres avant le déclenchement de la Première Guerre mondiale.

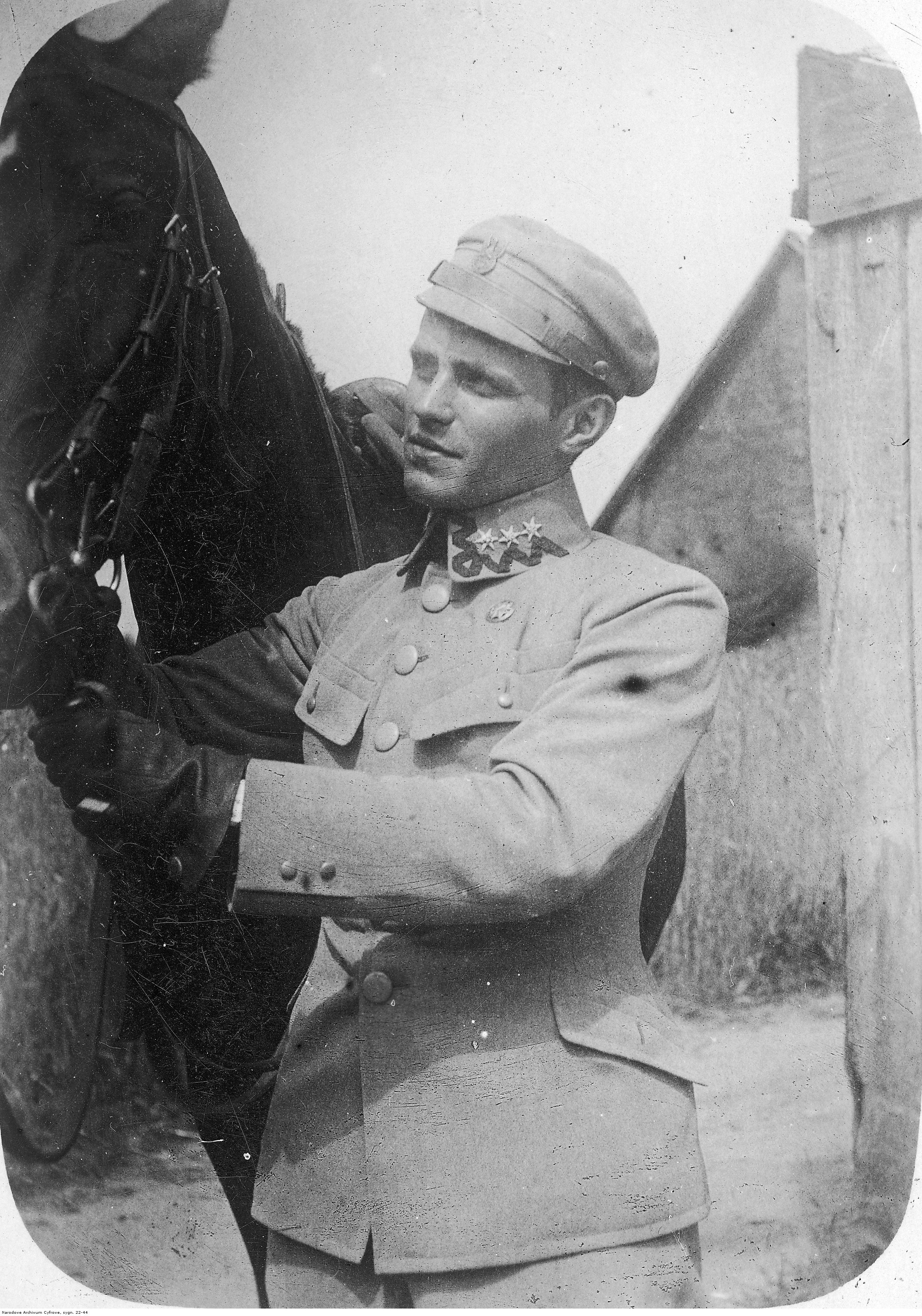
Michał Tadeusz Karaszewicz-Tokarzewski dans les Légions polonaise

### Première Guerre mondiale
En août 1914, il rejoint les Légions polonaises de Józef Piłsudski. Il commande d'abord le Ve puis le IIe bataillon du 5e régiment des légions avant de prendre le commandement du IIIe bataillon du 6e régiment. Ensuite, il prend la tête du 5e régiment. 
En octobre 1914, il est grièvement blessé pendant la bataille de Laski et Anielin (en). En 1915, il est promu commandant par Józef Piłsudski. Après le refus de prêter serment de loyauté au kaiser Guillaume II en juillet 1917, il est brièvement interné. Libéré, il est enrôlé dans l'armée autrichienne de décembre 1917 à juin 1918. Il rejoint ensuite l'Organisation militaire polonaise (Polska Organizacja Wojskowa) et il devient son représentant pour la zone de la Russie européenne et de l'Ukraine ainsi qu'auprès de la mission militaire française et du Comité militaire polonais à Moscou. Pour son activité, il est arrêté par les bolcheviks, il est libéré grâce aux relations de Kazimierz Pużak, un des leaders du Parti socialiste polonais.

### Dans la Pologne indépendante
En 1918, il rejoint l'Armée polonaise nouvellement créée avec le grade de lieutenant-colonel. Commandant du 5e régiment des légions, il prend part à la guerre polono-ukrainienne, il reprend notamment les villes de Przemyśl et Lwów. En juin 1919 il est promu colonel. 
Pendant la guerre soviéto-polonaise il commande une brigade de la 1re division des légions et participe à l'opération de Vilnius. Puis il est actif sur le front lituanien-biélorusse. En tant que commandant de la 1re brigade de réserve, en juin 1920, il combat contre l'Armée rouge en Volhynie.
Après la fin des hostilités, en 1924, il est fait commandant de la 19e division d'infanterie à Vilnius, le 1er décembre de la même année, il est élevé au rang de général de brigade par le président de la République de Pologne Stanisław Wojciechowski.
Pendant le coup d'état de 1926 il se range du côté du maréchal Józef Piłsudski.
Le 17 mars 1927 il est nommé chef du Bureau du personnel du ministère de la défense et président du tribunal militaire de première instance. Le 21 mars 1929 il est fait commandant de la 25e division d'infanterie à Kalisz. En novembre 1935 il se voit confier le commandement de la région militaire de Grodno, en juillet 1936 celle de Lwów et finalement en 1938 celle de Toruń. Il garde ce poste jusqu'au 11 septembre 1939.

### Seconde Guerre mondiale
Le 11 septembre 1939, il prend le commandement d'un groupe opérationnel composé de la 15e DI et la 27e DI, au sein de l'Armée "Pomorze" avec laquelle il participe à la bataille de la Bzura. Il réussit à rejoindre la capitale polonaise assiégée et prend le poste de l'adjoint du commandant de l'Armée «Varsovie» le général Juliusz Rómmel. À la veille de la capitulation de la ville (le 27 septembre 1939), le général Juliusz Rómmel lui confie la tâche de créer une organisation militaire clandestine afin de continuer la lutte contre l'occupant. Tokarzewski organise et devient le chef du Service pour la victoire de la Pologne (Służba Zwycięstwu Polski) qui est le premier mouvement de résistance en Pologne occupée. 
Début janvier 1940, les premiers ordres du général Władysław Sikorski, le commandant en chef et le premier ministre du gouvernement polonais en exil en France, atteignent le pays occupé. Le général ordonne la formation de l'Union pour la lutte armée (Związek Walki Zbrojnej ou ZWZ) afin d'unifier toutes les structures militaires polonaises qui se créent dans la clandestinité en Pologne autour d'un même commandement centralisé et subordonnée au gouvernement. C'est le Service pour la victoire de la Pologne de Tokarzewski qui sert de base pour la nouvelle organisation. Son commandant en chef est le général Kazimierz Sosnkowski basé à Paris. Au pays, c'est le colonel Stefan Rowecki qui est nommé commandant pour les territoires polonais d'occupation allemande, alors que le général Karaszewicz-Tokarzewski devient le commandant des territoires polonais occupés par les Soviétiques. 

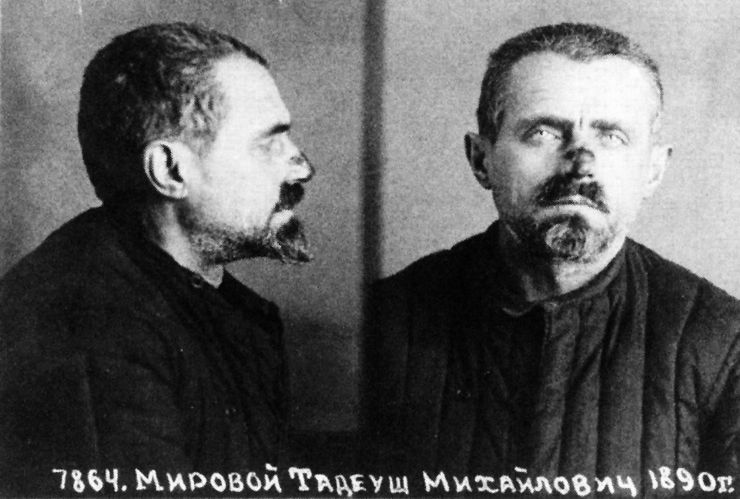
Michał Karaszewicz-Tokarzewski après son arrestation par la NKVD (1940)

Le 6 mars 1940, Tokarzewski est arrêté par la NKVD lors d'une tentative de passer la frontière germano-soviétique sous un faux nom. Envoyé au goulag de Vorkouta, il est transféré ensuite à la Loubianka. Libéré dans le cadre des accords Sikorski-Maïski en août 1941, il prend la tête de la 6e division d'infanterie de l'Armée polonaise qui se reconstruit en URSS sous le commandement du général Władysław Anders.
Après l'évacuation de l'armée de l'URSS, en mars 1943, Tokarzewski devient l'adjoint au commandant en chef de l'Armée polonaise de l'Est, le général de division Władysław Anders. Avec les soldats, il parcourt la difficile route de combat à travers le Moyen-Orient, puis la péninsule des Apennins. En août 1944, il se voit confier le commandement du 3e corps de l'Armée polonaise en cours de constitution en Égypte qui, selon les plans polonais, devait parfaire sa formation dans le sud de la France. Cependant, à la demande des Britanniques, il est dissout en décembre 1944, et le général Tokarzewski mis à la disposition du ministère de la Défense nationale. Le général demande alors d'être envoyé en Pologne qui est en train de passer sous l'occupation soviétique afin d'y créer une nouvelle organisation clandestine. Il est finalement délégué à un travail spécial dans le commandement du 2e corps en Italie, où il traite des questions liées au maintien de la communication avec le pays.

### En exil
Démobilisé après la guerre, il s'installe au Royaume-Uni où il travaille dur, entre autres comme veilleur de nuit dans une usine, emballeur, infirmier dans un hôpital anglais. Il prend sa retraite en 1957. 
Parallèlement, il participe à la vie politique des émigrants polonais. En 1954 il est nommé par le président August Zaleski inspecteur général des forces armées ainsi que ministre de la défense du gouvernement polonais en exil. En 1964, il est promu au grade de lieutenant général.
En mai 1964, il quitte la Grande-Bretagne pour se faire soigner au Maroc. Il décède le 22 mai 1964 à Casablanca et est enterré au cimetière de Brompton à Londres. En septembre 1992, ses cendres sont exhumées et transférées au cimetière Powązki à Varsovie, où il repose au monument Gloria Victis.

## Vie privée
Il est marié à Antonina Julia Kondziołł-Kamecka avec laquelle il a une fille. Parallèlement à la carrière militaire, il suit une voie spirituelle. En 1924 il adhère à l'Église catholique libérale. Il est ordonné prêtre le 14 novembre 1926 par l'évêque James Ingall Wedgwood. Il est également franc-maçon.

## Promotions militaires
| lieutenant                      | 29 septembre 1914                                                                    |
| capitaine                       | 5 mars 1915                                                                          |
| commandant                      | 1915                                                                                 |
| colonel                         | 22 mai 1920                                                                          |
| général de brigade              | 1er décembre 1924                                                                    |
| général de division             | 1er janvier 1943                                                                     |
| général d'armée (generał broni) | 19 mars 1964 nommé par August Zaleski, président de la République de Pologne en exil |

## Décorations
- Croix d'argent de l'Ordre militaire de Virtuti Militari
- Croix de Commandeur de l'Ordre militaire de Virtuti Militari
- Croix d'Officier de l'Ordre Polonia Restituta
- Croix de Commandeur de l'Ordre Polonia Restituta 1928[13]
- Croix de l'indépendance avec épées
- Croix de la Vaillance (Krzyż Walecznych) - 4 fois
- Croix d'or du mérite avec épées (Złoty Krzyz Zasługi z Mieczami) - 2 fois
- Médaille interalliée 1914-1918[14]
- Chevalier de la Légion d'honneur
- Compagnon de l'Ordre du Bain (Royaume-Uni)
- Grand Croix de l'Ordre de la Couronne (Roumanie)
- Grand Officier de l'Ordre de trois étoiles (Lettonie)
- Ordre de l'Aigle blanc (Yougoslavie)[15]
- Ordre de l'Aigle blanc à titre posthume[16],[17]